# Mixed Martial Arts
Mixed Martial Arts („Gemischte Kampfkünste“; kurz MMA) ist eine Vollkontakt-Kampfsportart. Dass auch im Bodenkampf geschlagen und zum Teil getreten werden darf, ist das Hauptunterscheidungsmerkmal zu anderen Vollkontaktsportarten. Die Kämpfer bedienen sich sowohl der Schlag- und Tritttechniken (Striking) des Boxens, Kickboxens, Taekwondo, Muay Thai und Karate als auch der Bodenkampf- und Ringtechniken (Grappling) des Brazilian Jiu-Jitsu, Ringens, Judo und Sambo. Auch Techniken aus anderen Kampfkunstarten werden benutzt.
Populär geworden ist MMA Anfang der 1990er Jahre durch die Organisation Ultimate Fighting Championship (UFC), dem weltweit größten Veranstalter einschlägiger Turniere und deren Fernseh-Übertragungen.
MMA wird hauptsächlich von Männern ausgeübt, es gibt aber auch Frauenwettbewerbe.

## Prinzip und Technik

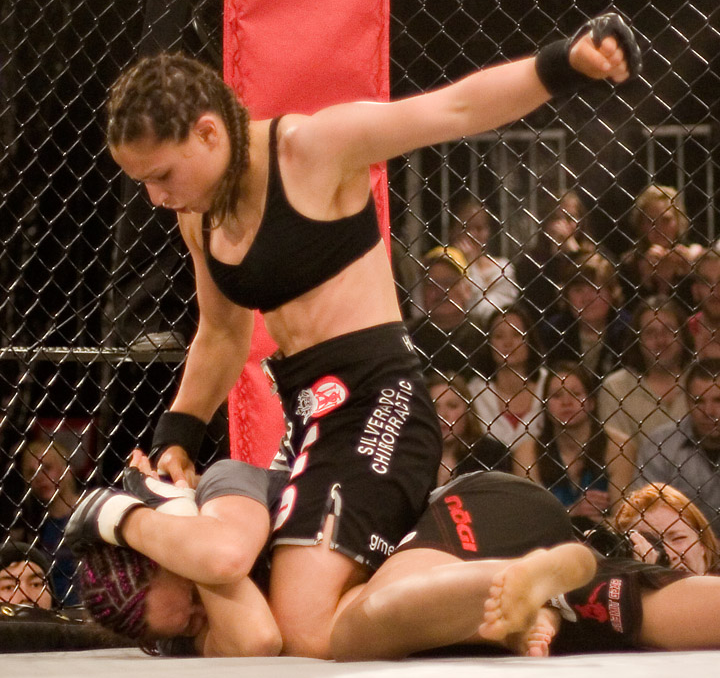
Bodenkampf

Bei diesem Sport werden alle Kampfdistanzen – das Treten, Schlagen, Clinchen, Werfen und der Bodenkampf – mit möglichst wenig Beschränkungen durch Regeln vereint.
Ziel des MMA ist es, den Gegner zu besiegen, indem er durch „Abklopfen“ aufgibt, k. o. geht (ohnmächtig wird) oder der Schiedsrichter den Kampf abbricht. Auch Punktsiege sind möglich. Beim MMA kommt es im Gegensatz zum klassischen Ringkampf nicht darauf an, den Gegner mit beiden Schultern auf dem Boden zu fixieren. Selbst aus der Rückenlage heraus kann man noch siegen.
Bei Wettkämpfen sind die Kämpfer in unterschiedliche Gewichtsklassen eingeteilt.
Anders als in vielen traditionellen Kung-Fu- oder Karate-Stilrichtungen fehlen bei Mixed Martial Arts Formen oder Techniken, die nicht direkt in einem Kampf einsetzbar sind. Ebenso werden wegen der Versportlichung keine reinen Selbstverteidigungstechniken (Fingerstiche, Handkantenschläge, Nervendruck-, Entwaffnungs- und Waffentechniken) trainiert.

## Geschichte

### Geschichtliche Vorläufer

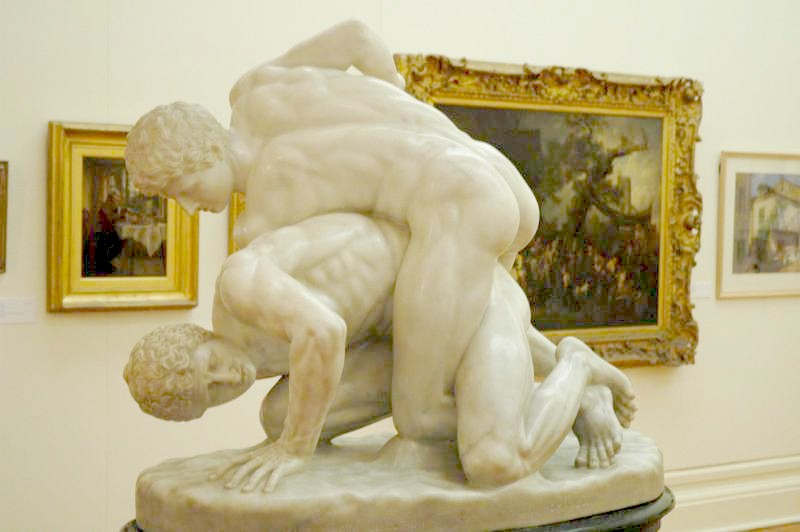
Die Ringer (Uffizien). Römische Kopie eines verlorenen griechischen Originals. 3. Jahrhundert v. Chr.

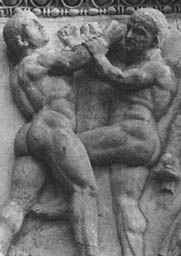
Pankratiast porträtiert auf einem römischen Relief. 2. oder 3. Jahrhundert n. Chr.

Von 776 bis 720 v. Chr. zählten zu den olympischen Disziplinen hauptsächlich verschiedene Laufsportarten, bis 708 v. Chr. Ringen eingeführt wurde. 688 v. Chr. wurde den olympischen Disziplinen noch Boxen hinzugefügt. Boxen war ein sehr populärer Sport bei den Olympischen Spielen, und es kam daher bald die Frage auf: Wer ist der beste Kämpfer? Der Boxer oder der Ringer?
Diese Fragestellung ist die eigentliche Geburtsstunde des MMA-Sportes. Zuerst nannte man diesen Sport Pankration. 648 v. Chr. wurde dieser Sport olympisch (33. Olympische Spiele). Pankration sollte endlich die Frage nach dem Besten aller Kämpfer, den besten Kampfstilen beantworten. Pankration bedeutet so viel wie „die ganze Kraft“ oder „die ganze Stärke“. Nach der griechischen Mythologie führten Herakles und Theseus diesen Sport bei den Olympischen Spielen ein. Einige Geschichtsforscher meinen jedoch, dass Soldaten das Pankration als eine Art Übung für den Krieg entwickelt haben. Andere Quellen geben an, dass die Ägypter schon 2600 vor Christus Pankration ausübten.
Die Männer durften beim Pankration schlagen, treten und alle Teile ihres Körpers einsetzen; außerdem ringen und den Kampf auch am Boden fortsetzen. Von Anfang an gab es sportliche Regeln. Verboten war, in die Augen zu stechen und zu beißen. Ziel war es, den Gegner mit allen möglichen Mitteln zum Aufgeben zu bewegen. Die Kämpfe dauerten so lange, bis einer durch Handheben aufgab, starb oder die Sonne unterging. Pankration-Kämpfer genossen hohes Ansehen, da die Sportler Boxen und Ringen beherrschen mussten.
Die ersten olympischen Sportler waren keine Amateure, sondern professionelle Kämpfer. Ein Pankration-Champion wurde sehr gut bezahlt, musste keine Steuern zahlen und wurde von der Stadt ernährt.
393 n. Chr. beendete Kaiser Theodosius die Olympischen Spiele, da sie mit dem christlichen Glauben nicht kompatibel seien. In der einen oder anderen Form überlebten die Pankrationskämpfe jedoch. Zu verschiedenen Zeiten mit verschiedenen Namen lebte die Idee, „den besten aller Kämpfer zu finden“, weiter. In der Provence in Frankreich zum Beispiel gibt es eine spezielle Art des Ringens namens Brancaille, bei der Schläge erlaubt sind. Man kennt solche Hybrid-Systeme auch aus dem alten Japan (bei verschiedenen Jiu-Jitsu-Stilen), ebenso wie in Brasilien das Luta Livre und Vale Tudo.

### Anfänge

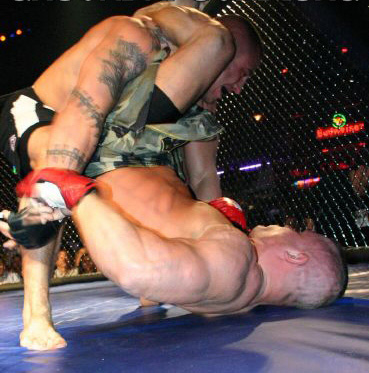
Triangle

Dieser lange Weg führte vom alten Griechenland über Brasilien und die USA bis nach Europa (um 1980). Eines der ersten europäischen Länder, in denen dieser Sport (unter dem Namen Free Fight) auftauchte, waren die Niederlande. Zehn Jahre später begann der MMA-Sport auch in Deutschland langsam, ebenfalls unter dem Namen Free Fight, bekannter zu werden.

### Abgrenzung von anderen Kampfsportarten

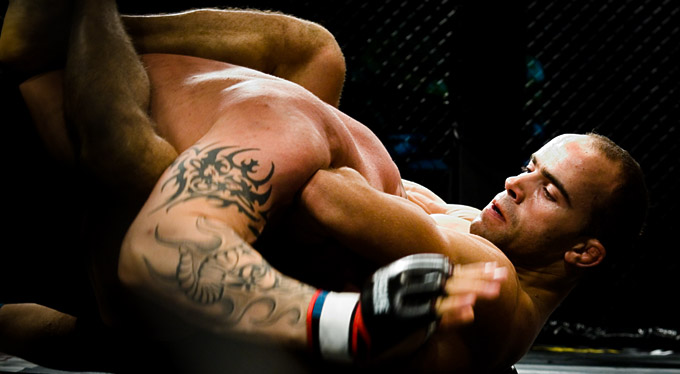
Guillotine Choke

Die Entwicklung der MMA ist eng mit einer Serie von Vale-Tudo-Kampfsportveranstaltungen in Brasilien und den USA Ende des 20. Jahrhunderts verbunden. Dort wurden Wettkämpfe ausgetragen, um „die beste“ Kampfsportart und „die besten“ Kämpfer zu finden. Dabei traten Kämpfer aus den verschiedensten Kampfstilen gegeneinander an, zum Beispiel Jiu Jitsu, Karate, Taekwondo, Brazilian Jiu-Jitsu, Luta Livre oder Muay Thai. Bei diesen klassischen Vale-Tudo-Veranstaltungen wurde ohne Schutzausrüstung und Handschuhe gekämpft. Es gab bei diesen Kämpfen weder eine Zeitbegrenzung noch eine Punktwertung oder Gewichtsklassen.

### Kampftechniken
Erlaubt waren und sind in MMA-/Vale-Tudo-/Pancrase-/Free-Fight-Kämpfen neben Schlag- und Tritttechniken auch Knie- und oft auch Ellenbogentechniken bis hin zu Kopfstößen. Selbst Stampftritte zum Kopf eines am Boden liegenden Gegners sind beim Vale Tudo zumeist nicht verboten. Lediglich das Angreifen der Augen und/oder der Genitalien, das Beißen und das Reißen an den Ohren oder der Nase ist bei nahezu allen Vale-Tudo-Kämpfen untersagt. Charakteristisch ist, dass sowohl im Stehen als auch auf dem Boden gekämpft wird. Die modernen MMA-Kämpfe ähneln dem antiken Pankration (vgl. oben). Wie beim Pankration sind auch beim traditionellen Vale Tudo die beiden Möglichkeiten, den Kampf zu gewinnen, den Gegner durch Hebel- oder Würgetechniken zur Aufgabe zu zwingen oder ihn per k. o. kampfunfähig zu machen. Das Töten des Gegners ist im Gegensatz zum antiken Pankration verboten, da heute eine Einwilligung darin als unwirksam gilt.

### Ultimate Fighting Championship und Pride FC
Als die professionellsten Veranstaltungen wurden das Pride FC in Japan und das UFC (Ultimate Fighting Championship) in den USA bekannt. 2007 wurde Pride FC durch die UFC-Besitzer aufgekauft und in der Folge aufgrund finanzieller Schwierigkeiten eingestellt. In Japan sind die bekannteren kommerziellen Veranstaltungen nun DREAM und Sengoku. Während in den japanischen Veranstaltungen im Boxring gekämpft wird, ist die Kämpffläche des UFC ein Oktogon (englisch octagon, Achteck). Anstelle von Ringseilen wird die Kampffläche beim UFC durch einen Maschendrahtzaun begrenzt. Diese Art der Kampffläche hat sich in der Mehrzahl der amerikanischen MMA-Veranstaltungen durchgesetzt.
Es wird mit dünnen, an den Fingern offenen Handschuhen gekämpft.
In der Regel wird im UFC drei Mal fünf Minuten gekämpft (5 Mal 5 Minuten in Titelkämpfen). Bei Pride war die erste Runde 10 Minuten, die folgenden Runden jeweils 5 Minuten lang. Es gibt bei diesen Veranstaltungen Gewichtsklassen und Punktrichter. Viele Kämpfe werden jedoch vor Ablauf der gesamten Kampfzeit durch Hebel- oder Würgegriffe oder durch Knockout bzw. technischen k. o. entschieden.
Die Sportler, die heute in den MMA-Veranstaltungen antreten, sind durchweg auf Vale-Tudo- bzw. auf MMA-Kämpfe spezialisiert. Sie trainieren gleichermaßen den Kampf im Stehen (zumeist Thaiboxen bzw. Muay Thai) wie den Kampf auf dem Boden (zumeist Brazilian Jiu-Jitsu, Ringen). Profikämpfer verdienen ähnlich wie Profiboxer durch Sponsoren und Werbeverträge Geld. In den letzten Jahren hat sich insbesondere der Verkauf von T-Shirts, Pullovern und Sportbekleidung zu einem sehr ergiebigen Nebenverdienst für die Sportler entwickelt.
Zu den bekannteren Sportlern, die sich vertraglich an MMA-Werbefirmen gebunden haben, zählen der Judoka Satoshi Ishii sowie die Ringer Randy Couture und Matt Lindland.

### Entwicklung des Shooto
Eine etwas restriktivere Variante der Mixed-Martial-Arts-Kämpfe ist das aus Japan stammende Shooto. Beim Shooto tragen die Kämpfer dickere Faustschützer als zum Beispiel in der UFC, und besonders verletzungsgefährliche Angriffe sind untersagt. Das Shooto erfreut sich in Europa (insbesondere in Skandinavien und den Niederlanden) seit einigen Jahren rasant wachsender Beliebtheit, nicht zuletzt auch, weil der TV-Sender Eurosport seit Sommer 2005 einige Shooto-Veranstaltungen übertrug.
Shooto ist eine Kampfsportart, die Mitte der 1980er Jahre von Satoru Sayama in Japan ins Leben gerufen wurde. Satoru, vielen bekannt unter dem Namen „Tiger Mask“ aus dem japanischen Pro-Wrestling, hat die meiste Zeit seines Lebens damit verbracht, Kampfsportarten wie Muay Thai, Sambo, Judo, Karate und das sogenannte Catch-As-Catch-Can-Wrestling (Catch-Wrestling) zu trainieren und zu studieren, und beschloss, eine globale Kampfsportart zu entwickeln, welche die jeweils effizientesten Techniken aus den verschiedenen Bereichen verbindet. Er nannte diese Kampfsportart Shooto. Im Jahr 1986 fand in Japan die erste Amateur-Shooto-Veranstaltung statt, und 1989 konnte Saturo einem interessierten Publikum die ersten professionellen Kämpfe präsentieren.
„Shooto“ besteht aus den japanischen Wörtern „shu“ und „to“ und bedeutet übersetzt „Lerne zu kämpfen“.
Shooto-Kämpfe finden in einem Ring statt, mit zwei oder drei Runden à fünf Minuten. Die Anzahl der Runden hängt von der Klasse der Kämpfer ab. Shooto ist unterteilt in drei Klassen:
- Klasse A: Profis, 3 Runden
- Klasse B: Profis, 2 Runden
- Klasse C: Amateure, nur mit Schutz

1996 wurde die International Shooto Federation gegründet. In den Vereinigten Staaten werden Shooto-Kämpfe von den Veranstaltungsreihen „Hook’n’Shoot“ und „Superbrawl“ (Icon Sport) veranstaltet.

## MMA in Deutschland und Österreich

### Deutschland
Die ersten MMA-Kämpfe wurden ca. 1990/1991 in Deutschland als sogenannte Mix-Fight-Galas organisiert. Bei Mix-Fight-Galas treten verschiedene Kampfstile an, zum Beispiel drei Mal Boxen, gefolgt von drei Kickboxkämpfen und dazwischen drei MMA-Kämpfe.
Der erste MMA-Verband war die Free Fight Association; diese veranstaltete 1994 die erste reine MMA-Veranstaltung in Deutschland, gefolgt von Veranstaltungen in Österreich und der Schweiz. Da Free Fight als Name irreführend ist (denn es gab immer Regeln), und da man international immer vom MMA-Sport redete, ging man auch in Deutschland dazu über, diesen Namen zu benutzen. Das Jahr 2000 war ein Neubeginn für MMA. Die Angleichung des Regelwerkes an die Unified rules of MMA, die weltweit genutzt werden, begann als Vorschlag für den lokalen Staatsanwalt von New Jersey, initiiert durch einen angenommenen Vorschlag einer Selbstregulierung durch interessierte Vereine und Firmen.
Am 3. Oktober 2009 wurden in Köln durch eine Kommission aus internationalen Kampfsportexperten, MMA- und K-1-Veranstaltern sowie Ärzten auf Grundlage des FFA-Regelwerkes die International Rules of MMA mit den dazugehörigen Richtlinien entwickelt und als Standard für alle offiziellen MMA-Amateurveranstaltungen in Deutschland, Österreich, Tschechien, Frankreich und der Schweiz festgelegt. Die Vorgaben in Sachen Regelwerk, Trainer- und Kampfrichterausbildung berücksichtigen neben der wissenschaftlichen Arbeit von Holger Hoffmann (Untersuchung auf Aggressionswerte unter Berücksichtigung soziologischer und sportpädagogischer Aspekte in Kampfstilen mit Trefferwirkung) auch die Studie der Johns-Hopkins-Universität für Medizin, Abteilung für Notfallmedizin.
Ebenso wurden die Regelwerke und Erfahrungen der WKA, des MTBD, der WKN, der IPTA, der GBA, des Österreichischen MMA-Verbandes der FFA, der FFA Swiss, des Shidokan-Karates sowie diverser anderer Boxverbände berücksichtigt.
Die International Rules of MMA sind seit 2009 Standard bei MMA-Veranstaltungen im Profi- und Amateurbereich.
Dass auch im Bodenkampf geschlagen und zum Teil getreten werden darf, führte zu einem zwischenzeitlichen Sendeverbot von MMA-Profikämpfen im deutschen Fernsehen von 2010 bis 2014.
Durch Veranstaltungen der UFC, wie zum Beispiel UFC 122 „Marquardt vs. Okami“ und den Erfolg deutscher Veranstaltungsreihen, wie zum Beispiel der Respect Fighting Championship, German MMA Championship (GMC), We Love MMA und seit Februar 2014 Fair Fighting Championship (Fair.FC), nach deren erster Veranstaltung Alan Omar und Nick Hein in die UFC berufen wurden, sowie der regelmäßigen Teilnahme deutscher Athleten an der M-1 Challenge, KSW – Konfrontacja Sztuk Walki und Bellator Fighting Championships, erhält der Sport in Deutschland seit 2005 ein gesteigertes öffentliches Interesse und bekommt verstärkt mediale Aufmerksamkeit. Bekannteste deutsche Athleten sind Nick Hein, Dennis Siver, Peter Sobotta (alle UFC), Daniel Weichel (Bellator), Aziz Karaoglu (KSW) und Max Coga (M1).
2014 gründete sich die German Mixed Martial Arts Federation als deutsche Vertretung der International Mixed Martial Arts Federation (IMMAF).

### Österreich
1999 organisierten die Ettl-Brüder und Gerhard Dexer (der erste österreichische MMA-Kämpfer) die erste öffentliche MMA-Veranstaltung. Damals wie heute wird in Österreich der Name „Free Fight“ dem Begriff „MMA“ – bei kostenpflichtigen Veranstaltungen – vorgezogen. Diese Veranstaltung im Grazer Messeschlössel mit ca. 1000 Zuschauern war eines der sogenannten old school events, das heißt, die drei Hauptkämpfe wurden ohne Handschuhe und Schutzausrüstung ausgetragen. Die Kämpfe wurden von Predrag Krsikapa, Gerhard Dexer und Michael Ettl bestritten.
In Österreich gibt es zurzeit vier aktive Organisationen in Sachen MMA, zum einen die Brüder Ettl (Graz), die vor allem in der letzten Zeit als Veranstalter der Cage Fight Series bekannt wurden, Ismet Mandara (Veranstalter und Trainer in einer Sportschule in Linz), die ISKA (ein Kickboxverband, der seit 2007 auch MMA anbietet) und die FFA-Austria.
Am 3. Oktober 2009 wurden in Köln durch eine internationale Kommission die International Rules of MMA als Standard für alle offiziellen MMA-Amateur- und Profiveranstaltungen in Deutschland, Österreich, Tschechien, Frankreich und der Schweiz festgelegt (siehe auch „Entwicklung in Deutschland“). Im Februar 2010 entschlossen sich sieben Veranstalter, ihr eigenes Regelwerk auf Grundlage der International Rules of MMA sowie ihre eigene Titelstruktur in Österreich zu verwenden. Diese Struktur findet sich im von Gerhard Ettl, Fritz Treiber und Stefan Helmreich gegründeten MMA-Verband Österreich wieder.

## Kritik
Gewalt und Brutalität sind Schlüsselwörter in der allgemeinen Kritik. Die Kampfsportart Free Fight gilt auch bei Kampfsportverbänden als umstritten, wie die Rundschau des Schweizer Fernsehens berichtete.
Roland Zolliker, der Zentralpräsident des Schweizerischen Karateverbandes, sagte dazu gegenüber der Rundschau: „Einen Gegner zu schlagen, der praktisch wehrlos ist, das gibt es nirgendwo. Ich kenne keinen Sport, der das erlaubt. Das überschreitet eine Grenze.“
In einem Interview mit Spiegel TV verglich der Vorsitzende des Sportausschusses des Bundestages, Peter Danckert, diese Kampfart, die er nicht als Sport bezeichnen würde, mit den „Gladiatorenkämpfen im alten Rom zu Zeiten der Christenverfolgung“.
Am 30. November 2007 starb Sam Vasquez, 42 Tage nachdem er durch die bei einem Kampf verursachten Verletzungen ins Koma gefallen war. Dies war der erste Todesfall in Verbindung mit einem MMA-Kampf auf dem Staatsgebiet der Vereinigten Staaten. Zwei Tage nach einem in Kiew ausgetragenen Kampf ohne medizinische Voruntersuchung erlag der US-Amerikaner Douglas Dedge am 18. März 1998 seinen schweren Hirnverletzungen. Insgesamt starben bei dieser Sportart bisher sechs Menschen durch die erlittenen Verletzungen.
Dadurch, dass vor allem in Ostdeutschland bei MMA-Kampfabenden rechtsextreme Symbole zu sehen waren, sei laut einem Artikel in der Jungle World in Deutschland die gesamte Sportart in Misskredit gebracht worden. Im Rahmen einer umfangreichen Reportage urteilte der Journalist Karim Zidan: „Mixed martial arts provides a unique platform for white supremacists to promote their ideology and recruit new members.“ (deutsch: ‚Mixed Martial Arts bietet eine einzigartige Plattform für weiße Rassisten, um ihre Ideologie zu verbreiten und neue Mitglieder zu rekrutieren.‘)
Der Boxkommentator Werner Schneyder sagte gegenüber der Frankfurter Allgemeinen Zeitung, dass man „diesen Wahnsinn“ verbieten müsse und ansonsten „Krüppelhaftigkeit und Todesfolge“ in Kauf nehme. Schneyder erklärt darüber hinaus bei Stern-TV das Zustandekommen dieser neuen Sportart nur durch das „Versagen der Protagonisten“. Außerdem gebe es bei „Ultimate Fighting“ keine genaue Begrenzung, wann ein Kampf beendet sei.
In derselben Sendung warf Gymnasiallehrer Gregor Herb als Vertreter der MMA-Kämpfer den Kritikern vor, sich „nicht wirklich mit dem Sport befasst zu haben“. Ihn wundere nicht, dass gerade Box-Fans kritisch auf „Ultimate-Fighting“ schauen, da in den USA mittlerweile MMA-Kämpfe populärer seien als der Boxsport.

## Sicherheit

### Verletzungsrisiko
In einer 2014 durchgeführten Metaanalyse der verfügbaren Verletzungsdaten der MMA wurde die Verletzungsrate 228,7 Verletzungen pro 1000 Athleten-Expositionen berechnet, wobei eine Athleten-Exposition einem Athleten und Kampf entspricht.
Damit ist sie wesentlich höher als bei anderen Vollkontakt-Kampfsportarten wie Judo (44,0 Verletzungen pro 1000 Athleten-Expositionen), Taekwondo (79,4 Verletzungen pro 1000 Athleten-Expositionen), Amateurboxen (77,7 Verletzungen pro 1000 Athleten-Expositionen) und Profiboxen (171,0 Verletzungen pro 1000 Athleten-Expositionen).

### Art der Verletzungen
Am häufigsten treten Verletzungen am Kopf (66,8–78,0 % der aufgezeichneten Verletzungen) und am Handgelenk bzw. der Hand (6,0–12,0 % der aufgezeichneten Verletzungen) auf. Die meisten Verletzungen sind oberflächliche Wunden (36,7–59,4 % der aufgezeichneten Verletzungen), gefolgt von Brüchen (7,4–43,3 % der aufgezeichneten Verletzungen) und Gehirnerschütterungen (3,8–20,4 % der aufgezeichneten Verletzungen).

### Todesfälle
Von 2007 bis 2017 gab es sechs Todesfälle im Zusammenhang mit MMA-Kämpfen.
- Sam Vasquez starb am 30. November 2007. Vasquez brach kurz nach einem Knockout durch Vince Libardi in der dritten Runde eines Kampfes am 20. Oktober 2007 im Toyota Center in Houston, Texas, zusammen. Vasquez hatte zwei Operationen, um Blutgerinnsel aus seinem Gehirn zu entfernen. Kurz nach der zweiten Operation erlitt er einen Schlaganfall und kam nicht wieder zu Bewusstsein.[21]
- Am 28. Juni 2010 ging Michael Kirkham bei seinem ersten professionellen MMA-Kampf K.o. und kam nicht mehr zu Bewusstsein. Zwei Tage später wurde er im Krankenhaus für tot erklärt.[22]
- Tyrone Mims gab am 11. August 2012 sein Amateur-MMA-Debüt. Nach einem Technischen Knockout in der zweiten Runde reagierte er nicht mehr; er starb eine Stunde später im Krankenhaus. Ob sein Tod eine direkte Folge des Kampfes war, ist aber unklar, da es keine Hinweise auf ein Hirntrauma oder eine Gehirnerschütterung gab.[23]
- Booto Guylain starb am 27. Februar 2014. Er ging in der letzten Runde durch einen Ellbogentreffer K.o. und wurde zur Behandlung ins Krankenhaus eingeliefert. Er erholte sich jedoch nicht und wurde nach einer Woche für tot erklärt.[25]
- Am 9. April 2016 wurde João Carvalho durch Technischen Knockout besiegt und kurze Zeit später ins Krankenhaus eingeliefert. Er wurde sofort operiert, starb aber zwei Tage später.[24]
- Donshay White starb am 15. Juli 2017. Nach einem Technischen Knockout in der zweiten Runde brach er in seinem Umkleideraum zusammen. Kurze Zeit später wurde er im Krankenhaus für tot erklärt. Die Todesursache wurde nicht bekanntgegeben.[26]

## Herausragende Sportler oder Weltmeister
- Fjodor Jemeljanenko (* 1976, Russland) – mehrmaliger Schwergewichtsweltmeister
- Brock Lesnar (* 1977, USA) – ehemaliger Schwergewichtsmeister der UFC
- Anderson Silva (* 1975, Brasilien) – langjähriger Mittelgewichtsweltmeister der UFC
- Georges St-Pierre (* 1981, Kanada) – Kämpfer mit den meisten Siegen und langjähriger Weltergewichtsweltmeister
- Cain Velasquez (* 1982, USA) – zweimaliger Schwergewichtsweltmeister der UFC
- Ronda Rousey (* 1987, USA) – drei Jahre Weltmeisterin im Bantamgewicht
- Mirko Filipović (* 1974, Kroatien) – berühmt in Japan als MMA- sowie K-1-Kämpfer
- Jon Jones (* 1987, USA) – zweimaliger Halbschwergewichtsweltmeister und amtierender Schwergewichtsweltmeister der UFC
- Demetrious Johnson (* 1986, USA) – langjähriger Fliegengewichtsweltmeister der UFC
- Conor McGregor (* 1988, Irland) – der erste UFC-Champion, der zwei Titel gleichzeitig trug und den bis dato schnellsten K. o. in der Geschichte der UFC-Titelkämpfe erzielt hat
- Khabib Nurmagomedov (* 1988, Dagestan, Russland) – Seit 29 Kämpfen ungeschlagen, ehemaliger Leichtgewichtschampion und erster russischer Champion der UFC
- Mamed Khalidov (* 1980, Grosny, Russland) – Mittel und Halbschwergewichtsweltmeister der KSW
- Matt Hughes (* 1973, USA) – zweifacher UFC-Champion im Weltergewicht, Mitglied der UFC Hall of Fame und der NJCAA Hall of Fame[27]